# Сыть венгерская
Сыть венгерская (лат. Cyperus pannonicus) — вид травянистых растений рода Сыть (Cyperus) семейства Осоковые (Cyperaceae).

## Ботаническое описание

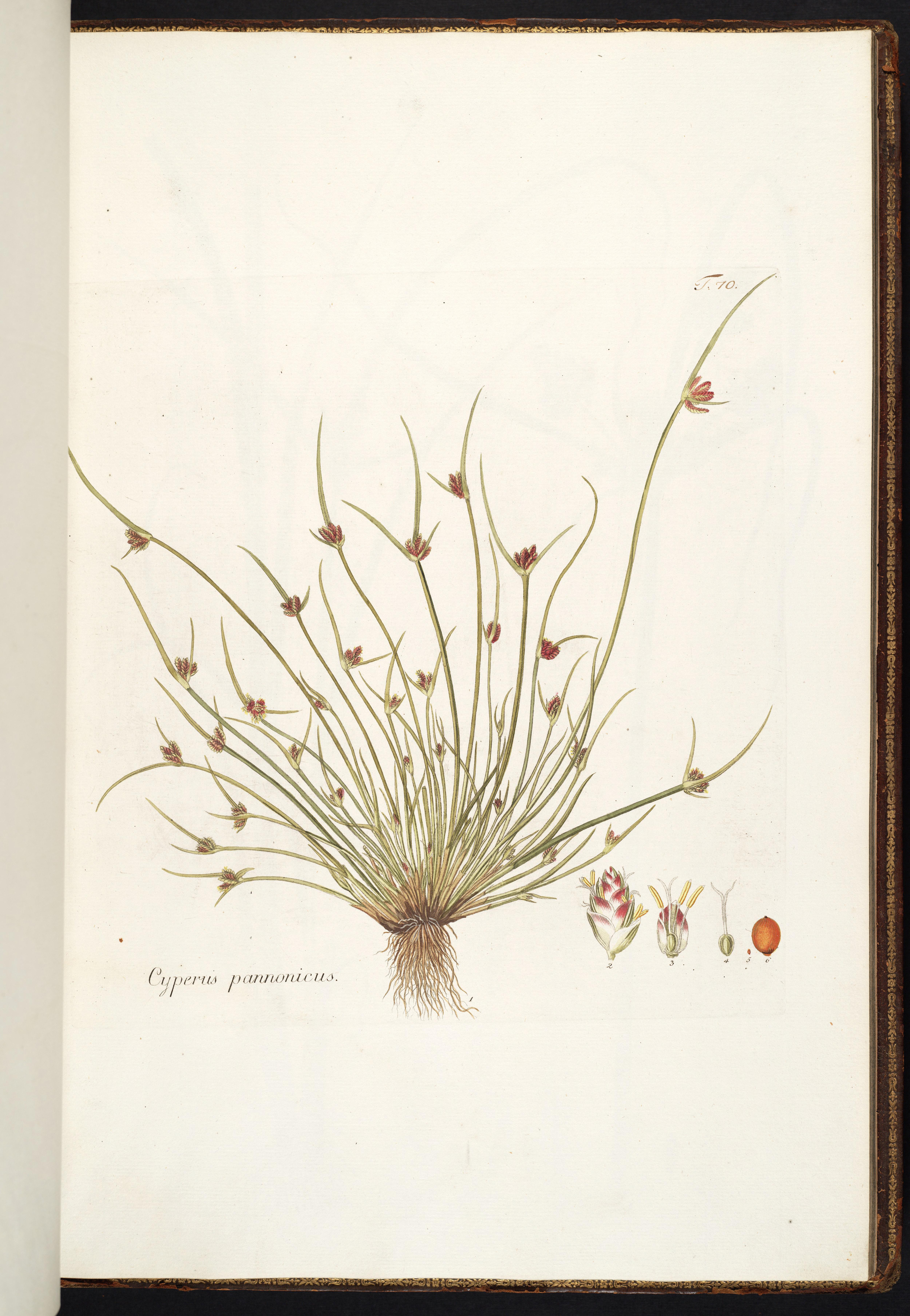

Однолетнее травянистое растение с тонкими мочковидными корнями и многочисленными раскинутыми и отчасти прямостоячими сплюснуто-трёхгранными гладкими стеблями — 5—25 см высотой и ¾—1¼ мм толщиной, одетые в самой нижней части красновато-бурыми, на верхушке косо-срезанными, безлистными влагалищами. Листья расположены в нижней четверти стебля, гладкие, узколинейные, на кончике тупые, обыкновенно вдоль сложенные, 0,5—3,5 (4,5) см длиной и 0,5—1 мм шириной, при основании переходящие в бледно-зелёное, в верхней части расширенное и здесь по краю плёнчатое влагалище. Кроме того, на верхушке стеблей имеется 2, реже 3 листа, подпирающих снизу соцветие; они также узколинейные и вдоль сложенные, на кончике тупые, при основании же яйцевидно-расширенные, между собой неравные: один из них в 4—10 раз длиннее соцветия, 2—5 см длиной, иногда направленный кверху и составляющий как бы продолжение стебля; другой лист лишь в 1½—2 раза длиннее соцветия, отклонённый в сторону; третий, если присутствует, равен или короче соцветия.
Соцветие состоит из одного сжатого пучка 0,5—1,5 см в поперечнике, содержащего 3—8 продолговато-яйцевидных или продолговатых колосков, 4—10 мм длиной и 2,5—3,5 мм шириной. Прицветники округло-яйцевидные или почти округлые, почти тупые или очень коротко-заострённые, 2—2,5 мм длиной и шириной, в средней части зеленоватые и здесь с нерезкими 6—8 жилками, по краям буро-фиолетовые или чёрно-фиолетовые, иногда же беловатые. Тычинок 3, рылец 2, между собой обыкновенно слипшихся. Орешек широкоэллиптический, 1¾—2 мм длиной и 1⅓—1½ мм шириной, сплюснутый, с наружу обращённой стороны полого-выпуклый, с внутренней — плоский или слегка вогнутый, зрелый — желтоватый. Цветение в июле и начале августа, плоды с конца августа.

## Распространение и экология
Встречается от Центральной Европы до Восточной Азии на солончаках и сырых засоленных местах, по берегам мелких, пересыхающих, пресных, но чаще солоноватых водоёмов.

## Синонимы
- Acorellus pannonicus (Jacq.) Palla (1905) — Аирник венгерский
- Chlorocyperus pannonicus (Jacq.) Rikli (1895)
- Cyperus tataricus Less. (1834)
- Juncellus pannonicus (Jacq.) C.B.Clarke (1908) — Ситничек венгерский
- Pycreus pannonicus (Jacq.) P.Beauv. ex Rchb. (1830)